# Abraham Gorlaeus
Abraham van Goorle, latinizzato Abraham Gorlaeus (Anversa, 1549 – Delft, 11 ottobre 1608), è stato un antiquario olandese di origine fiamminga.

## Biografia
Abraham Gorlaeus nacque ad Anversa da Jacob Godevaertsz van Ghoorle e Willemken Heijmolen, ma fuggì ancora adolescente con suo fratello David nella Repubblica delle Province Unite. Si stabilì a Utrecht e dal 1570 ricoprì una posizione influente nell'entourage dello statolder Adolf van Nieuwenaar. Sposò Susanna Patersson, dalla quale ebbe tre figli. Nel 1595 si trasferì a Delft dove rimase fino alla sua morte, l'11 ottobre 1608 e dove fu sepolto nell'Oude Kerk. Il filosofo e teologo David van Goorle era figlio di suo fratello David.

## Opera
Gorlaeus pubblicò la Dactyliotheca, il catalogo delle gemme figurate custodite nella sua wunderkammer. Fu il primo vasto repertorio di gemme intagliate greco-romane. Tali gemme erano state raccolte avidamente per tutto il secolo precedente, inizialmente in Italia.
Nel 1609, la raccolta di Gorlaeus fu acquistata da Enrico Federico Stuart, Principe di Galles. La Dactyliotheca di Gorlaeus rimase utile per il resto del secolo; fu ripubblicata da Jakob Gronov nel 1695, nel Thesaurus Graecarum antiquitatum.
Nel suo gabinetto delle curiosità, Gorlaeus aveva anche una collezione di conchiglie rare, acquistata per 9000 fiorini dagli Stati generali dei Paesi Bassi che la donarono a Maria de' Medici.

## Opere
- (LA) Abraham Gorlaeus, Dactyliotheca seu annulorum sigillarium quorum apud Priscos tam Graecos quam Romanos usus..., Delft, 1601.
- (LA) Abraham Gorlaeus, Thesaurus numismatum Romanorum. Sive numi aurei, argentei, aerei ad familias Romanas spectantes usque ad obitum Augusti, Lugduni Batavorum, ex officina Typographica Henrici ab Haestens, 1607.